# Peter Turre
Peter Joseph Turre (* 11. April 1957 in Oakland; † 28. November 2022) war ein US-amerikanischer Jazzmusiker (Schlagzeug).

## Leben und Wirken
Turre wuchs in der San Francisco Bay Area  (Lafayette/Moraga) auf und besuchte die Campolindo High School, um anschließend an der University of California, Berkeley zu studieren. Als professioneller Musiker arbeitete er ab 1978 mehr als 20 Jahre im Begleitorchester von Ray Charles, außerdem in dessen Trio. Zeitweilig war er der musikalische Leiter der Band. Zu hören ist Turre mit Ray Charles und Peter Washington auf einem Album seines älteren Bruders Steve Turre, In the Spur of the Moment (2000). Er spielte außerdem mit Charles auf dessen Alben Ray Charles at the Olympia (2004), Jazz Box - The Best of Jazz Legends: Diana Krall & Ray Charles (ed. 2011) sowie auf Diane Schuurs Friends for Schuur (Concord Jazz, 2000) in „It Had to Be You“ und auf der Ray-Charles-DVD Live In Montreux (1997). In seinen späteren Jahren war Turre als Dining Room Captain im Commander's Palace Restaurant in New Orleans tätig.